# Hemicyclopora dentata
Hemicyclopora dentata är en mossdjursart som beskrevs av Lopez och Mauricio Garcia 1991. Hemicyclopora dentata ingår i släktet Hemicyclopora och familjen Romancheinidae. Inga underarter finns listade i Catalogue of Life.